# (13446) Almarkim
(13446) Almarkim ist ein Asteroid des äußeren Hauptgürtels, der am 24. September 1960 von dem niederländischen Astronomenehepaar Cornelis Johannes van Houten und Ingrid van Houten-Groeneveld entdeckt wurde. Die Entdeckung geschah im Rahmen des Palomar-Leiden-Surveys, bei dem von Tom Gehrels mit dem 120-cm-Oschin-Schmidt-Teleskop des Palomar-Observatoriums aufgenommene Feldplatten an der Universität Leiden durchmustert wurden.
Der mittlere Durchmesser von (13446) Almarkim wurde mithilfe des Wide-Field Infrared Survey Explorers (WISE) mit 10,947 (±0,322) km berechnet, die Albedo mit 0,147 (±0,054).
Es wurde schon mehrmals versucht, die Rotationsperiode des Asteroiden zu bestimmen, zum Beispiel durch Josef Hanuš, Josef Ďurech et al. 2018, aber auch von Brian D. Warner 2009 und 2020, die Lichtkurven reichten jedoch nicht zu einer Bestimmung aus.
Der italienische Astronom Vincenzo Zappalà definiert in einer Publikation von 1995 (et al.) eine Zugehörigkeit des Asteroiden zur Eos-Familie, einer Gruppe von Asteroiden, welche typischerweise große Halbachsen von 2,95 bis 3,1 AE aufweisen, nach innen begrenzt von der Kirkwoodlücke der 7:3-Resonanz mit Jupiter, sowie Bahnneigungen zwischen 8° und 12°. Die Gruppe ist nach dem Asteroiden (221) Eos benannt. Es wird vermutet, dass die Familie vor mehr als einer Milliarde Jahren durch eine Kollision entstanden ist. Die zeitlosen (nichtoskulierenden) Bahnelemente von (13446) Almarkim sind fast identisch mit denjenigen von zwei kleineren Asteroiden: (140724) 2001 UL94 und (346188) 2007 XQ.
(13446) Almarkim ist nach dem US-amerikanischen Schauspieler Al Markim (* 1927) benannt, der in den 1950er-Jahren einen Venusier in der Science-Fiction-Fernsehserie Tom Corbett, Space Cadet spielte. Die Benennung des Asteroiden erfolgte am 15. Juli 2011. Nach einem weiteren Schauspieler der Serie wurde am selben Tag der Asteroid (13448) Edbryce benannt.